# 韭菜
韭菜，又稱韮菜（学名：Allium tuberosum），韭菜所在的蔥屬經過調整，已由原先的百合科搬到石蒜科，是石蒜科蔥屬的多年生草本植物，叢生，葉細長而扁，開小白花。韭菜又稱起陽子，葉和花嫩時可以食用。韭菜採收容易，可用於園藝，在世界廣泛種植，并在一些國家被列為入侵植物。

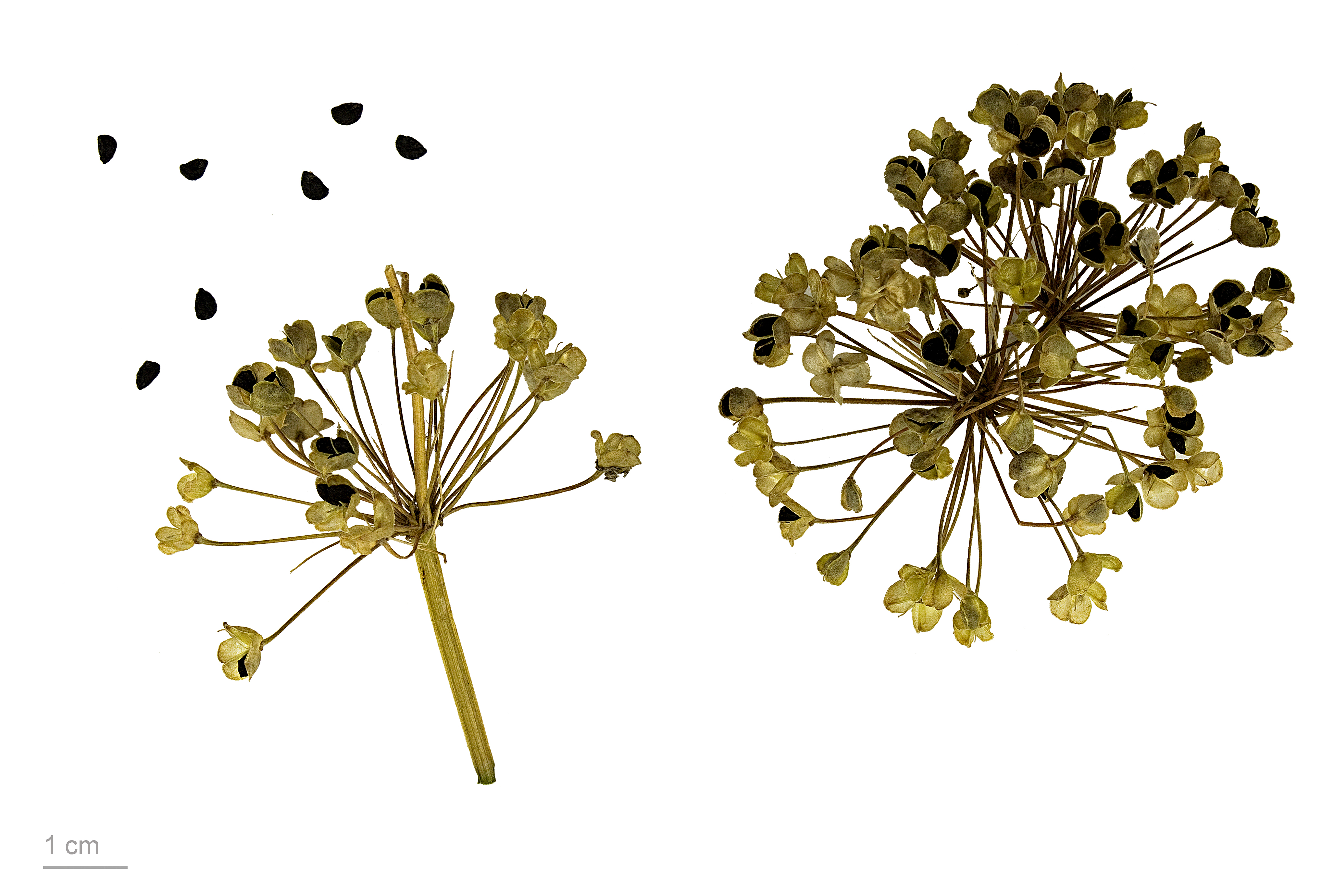
Allium tuberosum

韭菜雖是植物及蔬菜的一種，但在佛教及道教被歸類為葷食，不屬於佛教和道教的素菜，不可作為齋菜的食材，韭菜與葱、蒜、薤及兴渠並列為「五辛」，五辛在佛道兩教被認為會導致心生邪念影響修行，佛教和道教信眾均不應進食韭菜。

## 历史
韭菜起源於亞洲，原產於山西西南部。種植韭菜已经有3000多年歷史，商周之际，韭菜被用为食品、调味品、祭品，与稻谷相提并论。在《周礼》中提到了腌渍的韭菜，《诗经》中有「献羔祭韭」的诗句。《汉书·召信臣传》中记载太宫园在温室生产葱、韭菜的情况。隋唐时的《食经》中把置于黑暗之中生長的白韭菜称为“韭黄”，所烹製的金装韭黄艾炙是宫廷御膳房中的御用食品。韭菜于9世纪传入日本，后逐渐传入东亚各国；今多在亞洲種植。

## 分佈與栖息地
韭菜起源於西伯利亞-蒙古-華北大草原，但已被廣泛種植和歸化。據報導，它在美國有野生分佈（伊利諾伊州，密歇根州，俄亥俄州，內布拉斯加州，阿拉巴馬州，愛荷華州，阿肯色州和威斯康星州）。但是，韭菜有時被視爲是入侵植物，據信在北美更為流行。該物種還廣泛分佈於歐洲大陸的大部分地區，並在世界其他地區具有入侵性。

## 種植
韭菜通常可以在花園中將其作為觀賞植物種植，也有幾種栽培品種。在北美，人們對韭菜的興趣更多地是觀賞，而不是食用。

## 特征
韭菜是多年生常綠草本植物，具宿根性，耐寒且喜歡在陰濕肥沃的環境生長，在日照充足和乾燥環境中會使葉尖呈現焦黃色。與大多數的葱属本物一樣，韭菜生有鱗莖，長有鬚根和細長的地下走莖。深綠色的葉子細長扁平，带狀，闭合状的叶鞘形成假茎；長約10～30公分，寬約1.5～1.8公分，单叶叢生，由假莖(韭白)中長出。花果期為7～10月，花莖自葉束中長出，總花苞呈三棱形，為頂生繖房花序。總苞片為白色膜質，內有20～30朵小花，花為白色，雄蕊6枚，雌蕊1枚，中間有一子房。花朵由外向內依次開放。果實為蒴果，綠色三稜形；黑色半球形的种子，扁平，邊緣具稜。

## 生态
韭菜顶端的生长点可发生分蘖；随着分蘖的增加，根茎向地表不断伸长，新的须根着生部位不断升高，原有旧根不断枯死。
韭菜具有高适应环境的能力，能耐霜冻和低温。当气温降至-6～-5℃时，叶仍不凋萎，根和根茎甚至能耐受-40℃低温。生长最适温度为12～24℃。
韭菜的叶绿素形成受光照影响，韭菜本身是绿色的，叶鞘在埋土条件下软化变白，称为“韭白”；在弱光覆盖条件下培养则完全变黄，称为“韭黄”，古稱“蓶”。养成韭黄很费时，要等到韭菜出了一两寸叶子，就用土埋起来，绿叶因没有阳光而变黄。

## 营养
韭菜含有蛋白质、维生素B、維生素C，還有礦物質鈣和磷。里面的胡蘿蔔素較多，仅次于胡蘿蔔，比大蒜多。此外，还含有锌元素。
《本草纲目》记载韭菜“温中，下气，补虚，调和腑脏，令人能食，益阳，止泄臼脓、腹冷痛，并煮食之 。”民间有“韭菜壮阳”一说，可能与韭菜中含有的大蒜素能在血液中会释放一氧化氮、扩张血管、放松平滑肌、进而改善勃起功能障碍的效果有关，然而这种效果相当有限。

## 使用
韭菜在烹飪時用作調味劑在東亞至少已有數百年的歷史。在廣東話與官話以及其他方言中，韭菜的名稱不同。

### 日本
在日本，這種植物被稱為ニラ（nira），它既可與大蒜和甜味料一起使用，也可用於湯和沙拉，以及日式餃子等日式菜餚。

### 印度
在曼尼普爾邦和印度其他東北邦，它被種植並用作大蒜和洋蔥的替代品，在曼尼普爾被稱為maroi nakuppi。

### 韓國
韭菜在韓國被稱為부추（buchu），在韓國料理中被廣泛使用。韭菜可以像泡菜一樣醃漬，也可以用於煎餅（buchimgae），也是餃子（mandu）中的常見成分。

### 尼泊爾
在尼泊爾，韭菜和馬鈴薯被用於咖哩菜。

## 菜肴
- 韭黄
- 韭菜炒鸡蛋
- 韭菜盒子
- 韭菜水饺
- 韭黄香干肉丝
- 麵粉粿

将其花蕾和其他配料研碎后腌制而成的酱料也被称为“韭花酱”、“韭菜花”、“韭菜花酱”、“韭花”。

## 圖片
- 園中韭
- 食用韭
- 花序
- 花
- 種子
- 蒴果和種子
- 韭菜圖繪

## 文化
在中華文化中，韭菜和“割韭菜”有作为「被压榨者」的比喻，因为韭菜是割了一茬又长一茬。與此同時，亦被引申为底层民众。這種講法源出於股市之中。韭菜的生长特性，民间称之为「贱」：第一它耐寒且喜欢在阴湿的环境生长；第二它具有宿根性，不容易死，割了还长，割了还长，一茬又一茬，茬茬温顺。作为底层民众的自况，它最早出现的股市，指底层股民买股票常被套牢，无法脱身，坐等庄家收割。股民进一批被套一批，买一次被套一次，但仍然源源不断地涌来，就像韭菜一样。

## 延伸阅读
[在维基数据编辑]
 《欽定古今圖書集成·博物彙編·草木典·韭部》，出自陈梦雷《古今圖書集成》
 《植物名實圖考·韭》，出自吳其濬《植物名實圖考》